# Inquirer Building
Het Inquirer Building, voorheen bekend als het Elverson Building, is een wolkenkrabber in de Amerikaanse stad Philadelphia. Het gebouw is 103 meter hoog.

## Geschiedenis
Het gebouw werd tussen 1923 en in 1924 gebouwd in de Beaux-artsstijl door Rankin, Kellogg & Crane. Bij de bouw van het Inquirer Building werd het pand gebouwd op stevige fundamenten en werd er ruimte gelaten voor het passeren van de metro. Hierbij werd rekening gehouden met zo min mogelijk trillingen die te voelen  zouden zijn in het gebouw zodat de drukpers kon blijven drukken.
Na opening werd het gebouw de thuishaven van de krant The Philadelphia Inquirer. Deze functie vervulde het tot 2012. In dat jaar werd het gebouw verkocht aan een investeerder. Na een aantal jaren te hebben leeggestaan werd in 2019 bekendgemaakt dat op termijn de Philadelphia Police Department het gebouw in gebruik zou gaan nemen. Ter voorbereiding hiervoor werd het gebouw grondig gerenoveerd en de kosten die hiervoor waren vrijgemaakt bedroegen 300 miljoen dollar. In april 2022 werd het gerenoveerde gebouw geopend voor gebruik.

## Galerij

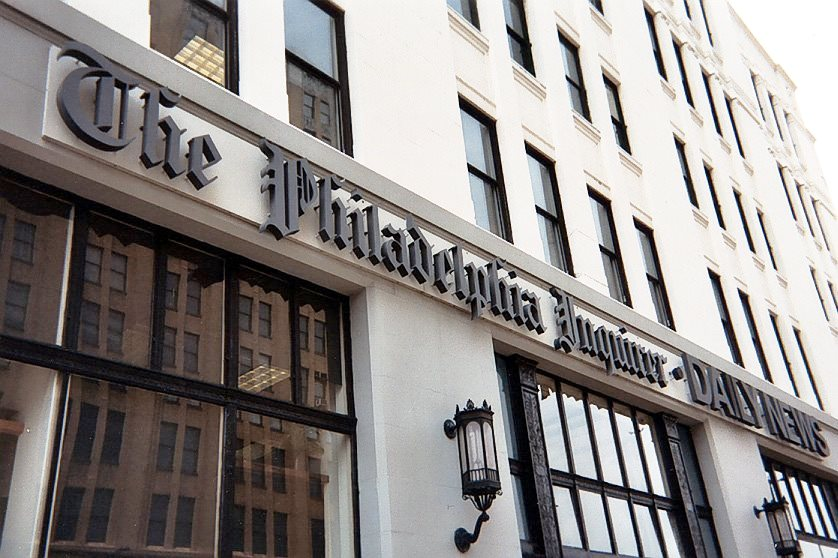
Het logo van de krant op het pand (2006).
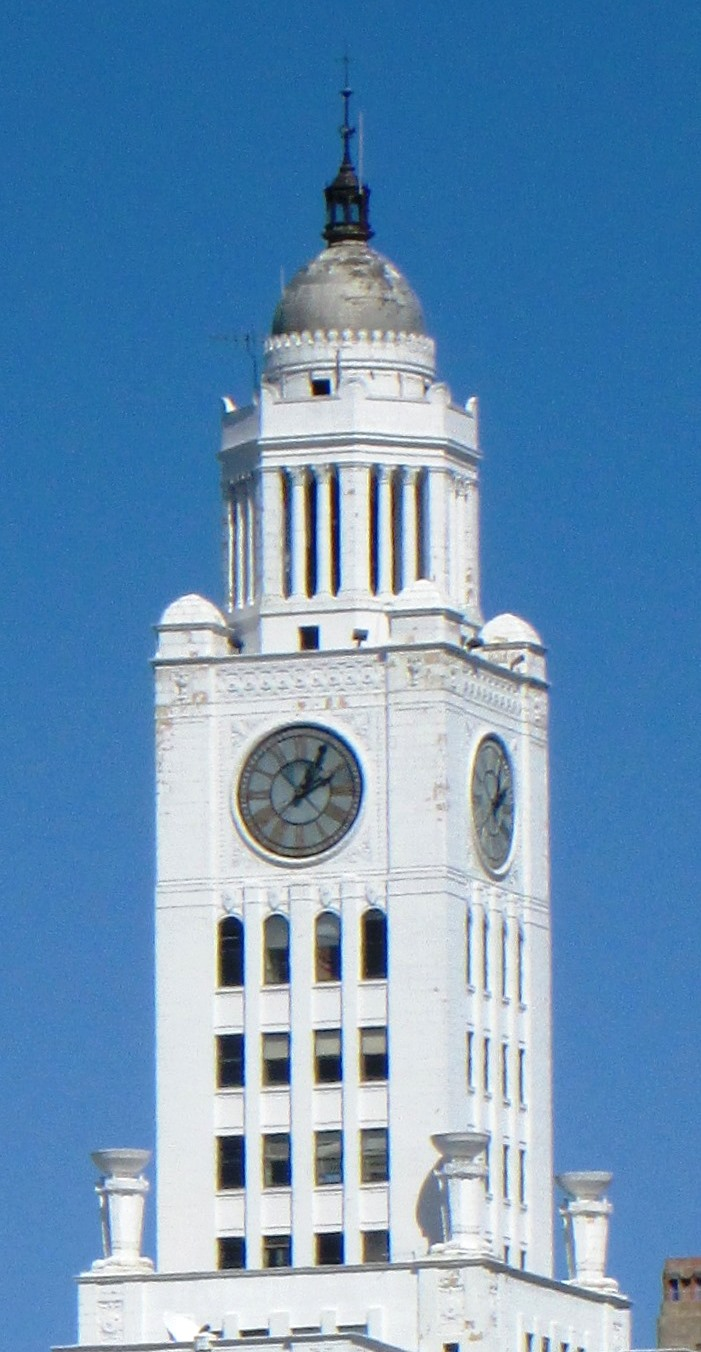
De klokkentoren
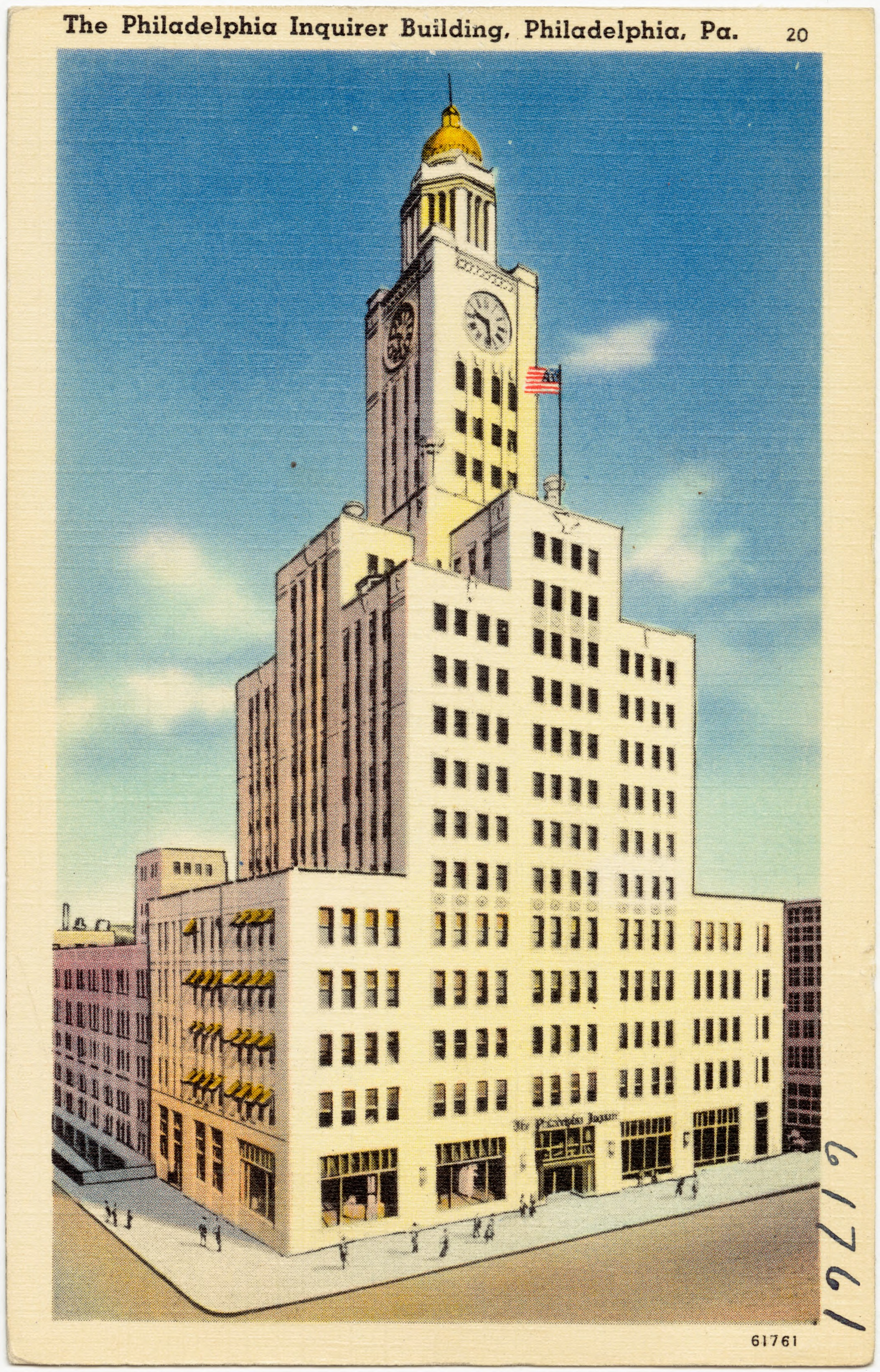
Inquirer Building op een postkaart
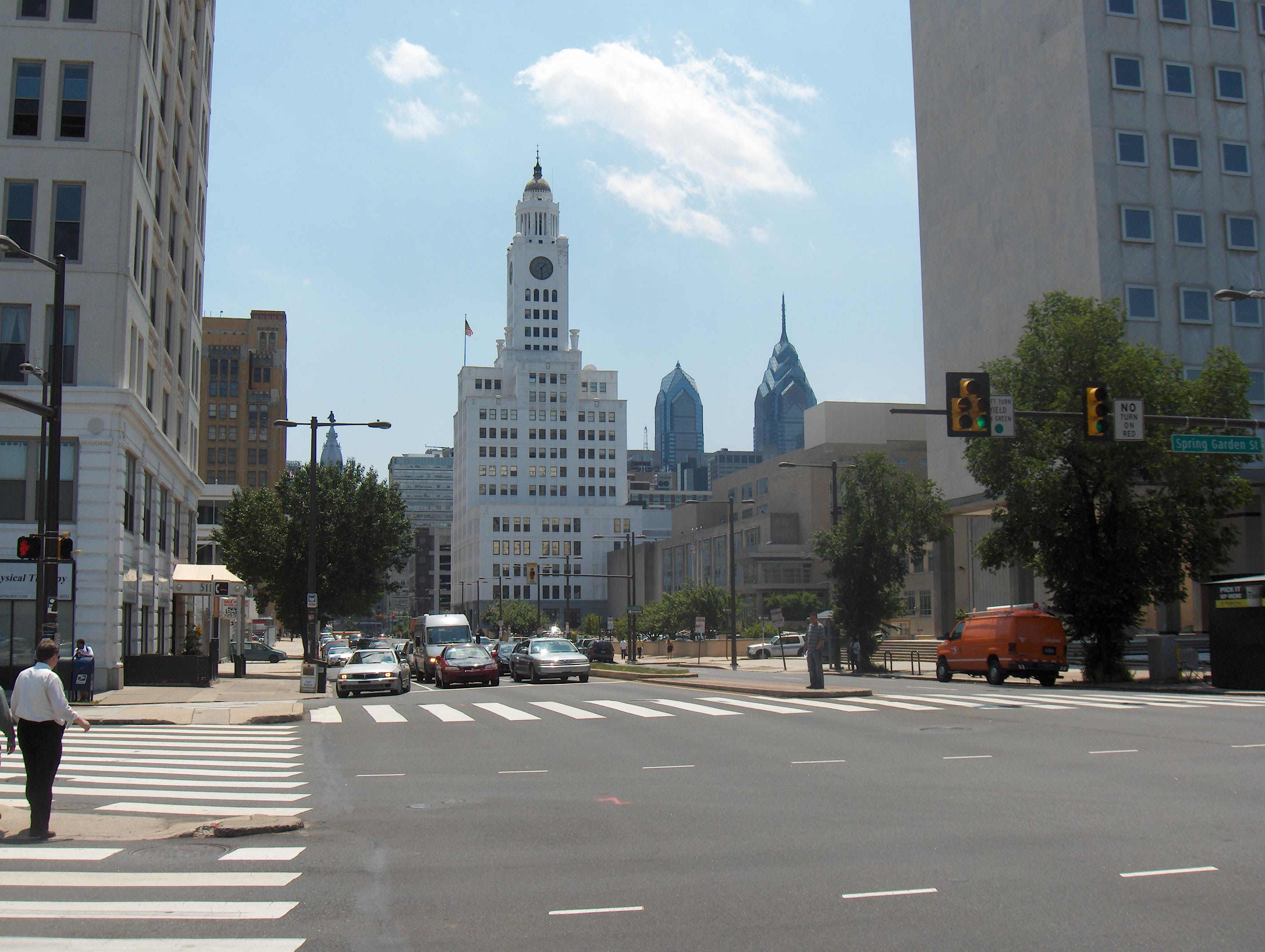
Inquirer Building vanaf Broad Street gezien